# Junta constructora del templo expiatorio de la Sagrada Familia
La Junta constructora del templo expiatorio de la Sagrada Familia è una fondazione spagnola la cui finalità è promuovere la realizzazione della Sagrada Família di Barcellona attenendosi scrupolosamente al progetto di Antoni Gaudí.
Storicamente, nasce come associazione di devoti di San Giuseppe nel 1882, di pari passo con l'inizio dell'edificazione del luogo di culto.

## Storia
Josep Maria Bocabella, fondatore dell'Associazione dei Devoti di San Giuseppe, promotore del tempio, fu il primo direttore dei lavori della chiesa, nonché della rivista che diresse dal 1867 per diffondere il progetto, chiamata El Propagador de la Devoción a San José. Dopo la sua morte, avvenuta nel 1892, gli succedette il genero Manuel de Dalmases y de Riba, successivamente la moglie nonché figlia del fondatore, Francisca de Paula Bocabella y Puig. Dopo la sua morte, avvenuta nel 1893, la direzione fu presa dal fratello di Manuel, Juan Crisóstomo de Dalmases, poiché i figli di Manuel e Francesca erano minorenni. Il vescovo di Barcellona, Jaime Catalá, volle approfittare della circostanza per farsi carico del progetto ed entrambe le parti si trovarono coinvolte in una battaglia legale. Nel 1895 si raggiunse un accordo: la rivista rimase nelle mani della casa editrice Herederos de la Viuda Pla, di proprietà della famiglia Dalmases Bocabella, mentre la Sagrada Familia divenne della diocesi di Barcellona. Per gestire i lavori, il vescovo Catalá sostituì la fondazione privata che dirigeva il progetto con una fondazione diocesana e, a tal fine, creò il Consiglio dei Lavori, la cui presidenza sarebbe sempre stata assunta dal vescovo.